# 夏人佺
夏人佺（1622年12月5日—？），字敬孚，南直隸壽州人，清初政治人物。

## 生平
明崇禎十五年（1642年）壬午科應天鄉試第60名舉人。清順治六年（1649年）己丑科會試第274名，殿試三甲217名，兵部觀政，任山東夏津縣知縣，充鄕試同考官，選拔新城王士禎。擢河南道監察御史。

## 家族
曾祖夏周（嘉靖三十四年乙卯科第21名舉人）。祖夏之鳳（萬曆十六年戊子科舉人萬曆二十六年戊戌科會試副榜南戶部郎中）。父夏永治（廩庠）。
弟夏供佑（崇禎十六年癸未科進士）。